# عبد الإله دراغمة
عبد الإله دراغمة أو الحاج حسن الطوباسي (ولد في طوباس عام 1942 وقتل بالقرب من طرابلس عام 1976) هو سياسي وقائد عسكري فلسطيني من حركة فتح، تولى قيادة كتيبة الجليل في منطقة شمال لبنان في منتصف السبعينيات.

## نشأته وتعليمه
ولد عبد الإله دراغمه في عام 1942م في طوباس وتعلم في مدارسها، ثم انتقل عام 1959 إلى المدرسة الصلاحية في نابلس عام 1959 ونال عام 1961 شهادة الماتريك التي أهلت للالتحاق بكلية ضباط الشرطة الأردنية. واستقال من الخدمة الشرطية بعد سنتين وعمل مدرسا في منطقة جيزان في السعودية حتى حزيران 1967.تزوج من ابنة عمه سنة 1964م، وأنجب منها ولدين وابنتين

## نشاطه السياسي والعسكري
انضم إلى حركة فتح في الستينيات وهو في السعودية، وتفرغ للعمل العسكري بعد حرب حزيران وانتقل إلى الأرض المحتلة لتنظيم خلايا المقاومة فيها، ثم التحق في الأردن بما عرف بالقطاع الجنوبي في منطقة غور الصافي، حيث شارك من القاعدة التي سميت باسم عراق المنشية في تنظيم عمليات عسكرية هناك، منها قصف إيلات بصواريخ الكاتيوشا، وقصف متكرر لمصنع البوتاس الإسرائيلي أعطاه لقب «الحاج بوتاس».
تلقى تدريبا عسكريا في الجزائر وشارك في وفود عسكرية إلى كل من فيتنام والصين ومصر، وانتقل في 1969 إلى منطقة الجولان وعين قائدا لما سمي بـ«وحدة أبطال الموت» التي قامت بعمليات فدائية في منطقة الجولان وقصفت طبريا بالصواريخ وشنت هجمات على خط التابلاين المار بالأراضي السورية.
ساهم في تدريب كوادر عسكرية من طلبة جامعة دمشق وجامعة بيروت العربية شكلوا لاحقا ما عرف بالكتيبة الطلابية (كتيبة الجرمق).
بعد أحداث أيلول الأسود قاد ما عرف بكتيبة الجليل، وهي إعادة تسمية لقوات قطاع الأردن التي انتقلت إلى سورية ولبنان، وانتقل مع كتيتبه في بداية الحرب الأهلية اللبنانية إلى منطقة طرابلس وعين قائدا للقطاع الشمالي، وظل في هذا الموقع حتى استشهاده في تموز 1976.

## استشهاده
كُلف بفك الحصار عن مخيم تل الزعتر، وقاد اشتباكات مع اقوات اليمين اللبناني، وقتل في 5 تموز 1976 في قرية شكا القريبة من طرابلس بقصف لموقعه بقذائف الهاون.
بعد مقتله أرسلت حركة فتح القادة عبدالحميد وشاحي وجودت المصري (أبو الوفا) والدكتور حنا ميخائيل لقيادة منطقة طرابلس، وفقد في عرض البحر المركب الذي تحرك به الثلاثة من بيروت إلى طرابلس، واعتبروا في عداد الشهداء.